# 特羅爾峰 (內陸郡)
61°55′14″N 9°42′30″E / 61.92056°N 9.70833°E

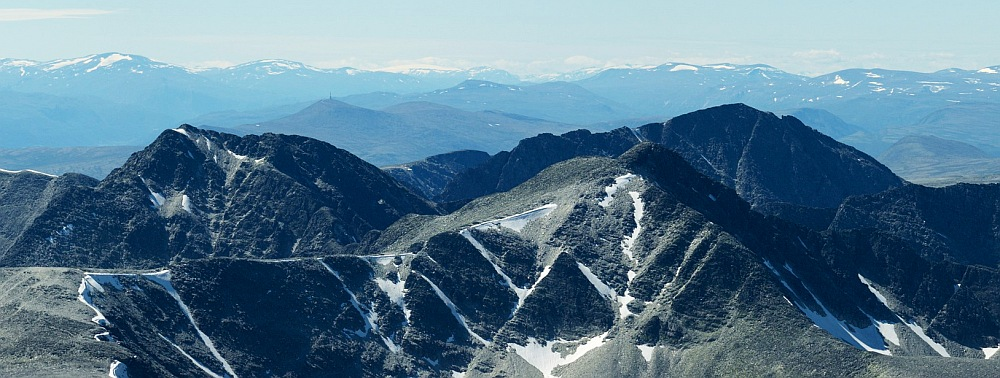

特羅爾峰是挪威的山峰，位於該國東南部內陸郡，處於多夫勒，距離首都奧斯陸230公里，屬於龍達訥山脈的一部分，海拔高度2,018米，鄰近地區屬丘陵地勢。